# Never Tear Us Apart
„Never Tear Us Apart” este un cântec original compus de Andrew Farriss pentru formația INXS și inclusă pe albumul Kick al acesteia.

## Poziții în clasamente
| Chart (1988)                  | Peak position |
| ----------------------------- | ------------- |
| Australian ARIA Singles Chart | 14            |
| Canadian Singles Chart        | 15            |
| France Singles Chart          | 48            |
| German Singles Chart          | 66            |
| UK Singles Chart              | 24            |
| U.S. Billboard US-Top 100     | 7             |

Never tear us appart este un extras-single de pe albumul din 1999 Reload al lui Tom Jones, și interpretată în duet cu Natalia Imbruglia.
'Never tear us appart' este un extras de single de pe albumul Respect Yourself al lui Joe Cocker.
'Never tear us appart' este un B-side de pe discul Warbirds al formației "This is hell"
O interpretare originală este inclusă pe albumul formației indie-pop, rock alternativ Robotanists din Los Angeles B-side, pe discul acestora Shapes and variations.
O versiune melancolică este atribuită formației Packway Handle Band.
O versiune intermezzo live este atribuită și formației U2 condusă de Bono în turnee.
O versiune mixată este atribuită lui "DJ Tall Paul vs. INXS" în 2001.
'Never tear us appart' a fost pregătit de cântăreța de origine franceză Mylène Farmer (featuring INXS 2010) și Ben Harper.